# Edgewood (Washington)
Edgewood é uma cidade localizada no estado norte-americano de Washington, no Condado de Pierce.

## Demografia
Segundo o censo norte-americano de 2000, a sua população era de 9089 habitantes.
Em 2006, foi estimada uma população de 9765, um aumento de 676 (7.4%).

## Geografia
De acordo com o United States Census Bureau tem uma área de
22,0 km², dos quais 22,0 km² cobertos por terra e 0,0 km² cobertos por água.

## Localidades na vizinhança
O diagrama seguinte representa as localidades num raio de 8 km ao redor de Edgewood.